# 路易斯科雷亚
路易斯科雷亚（葡萄牙語：Luís Correia）是巴西皮奥伊州的一个市镇。总面积1071.276平方公里，总人口26178人，人口密度24.4人/平方公里。